# 탁명환
탁명환(卓明煥, 1937년 7월 8일~1994년 2월 19일)은 대한민국의 신흥종교, 이단 사이비종교 연구의 전문가이며 신학자였다. 기독교 계열의 이단 연구라는 이름으로 여러 종파를 지속으로 비판하여 소송, 테러, 살해 협박을 받았고 자신의 자택 근처에서 대성교회 광신자에게 살해당하였다.

## 생애

### 생애 초반
탁명환은 1937년 7월 8일 전라북도 정읍군 신태인리 179번지에서 부친 탁두섭과 모친 안삼례의 3남 3녀 가운데 장남으로 출생했다. 1960년 4월 26일 육군에 입대하여 대구 16헌병대에서 헌병으로서 복무하면서 1961년 9월 대구영남신학교 야간부에 입학하여 약 1년 3개월간 수학하였다. 69년 7월 음란문서 혐의로 구속되었다.

### 활동·업적
1960년대 중반부터 복음신보사, 기독신보사 등 개신교계 신문사에서 근무하면서 신흥종교 연구를 시작하여 신흥종교문제연구소(1970년 설립)와 국제종교문제연구소(1979년 설립), 그리고 한국종교문제연구소(1986년 설립)에서 소장으로 일하면서 신흥종교 혹은 이단종교 연구자로서 알려지게 되었다. 특히 개신교계 신흥종교 전문연구자로 활동하면서 한국신학대원대학, 서울신학대학, 고려신학교 등에서 강의를 했으며, 월간 『성별』, 월간 『현대종교』 등의 잡지를 발행하여 연구 성과를 교계에 소개하는 데 심혈을 기울였다. 1985년부터는 ‘사랑실천헌안장기사후시신기증운동본부’를 조직하여 대표로 활동하기도 했다. 평생을 이른바 ‘사이비’ 종교들의 비리와 이단성을 폭로하는 데 주력하다가 기독교계 신흥종파인 대성교회 신자의 피습을 받고 사망하였다.
아버지의 대를 이어 장남 탁지일(부산장신대학교 교수, 현대종교 이사장 겸 편집장), 차남 탁지원(현대종교 발행인 겸 소장), 3남 탁지웅(일본성공회 신부)가 현대종교를 맡고 있다.

### 테러와 사망
차량 폭탄 테러(1985년) 등의 신변의 위험을 겪었으며, 1994년 대성교회(現 평강제일교회)의 신도의 테러로 살해당했다. 2월 18일 신흥종교인 영생교에 대한 문제로 출장을 다녀오던 탁명환은 대성교회의 광신도 임홍천이 탁명환의 아파트 근처에 숨어있다가 칼로 탁명환을 찔렀다. 탁명환은 병원에 옮겨졌으나 곧 사망했다. 검찰에서 밝힌 대성교회 광신도 임홍천의 살해 동기는 탁명환이 1994년 1월에 쓴 목사 박윤식을 비판하는 글을 보고 증오감이 깊어져 범행을 계획한 것으로 밝혔다.

### 사후
사후 시신은 "의학대학에 실습용으로 써달라"는 유언에 따라 연세대학교 의과대학에 해부용으로 기증되었고 각막 두 개는 당시 27세와 37세인 여성에게 각각 기증되었다. 그 뒤 2002년 9월 20일 사망한 탁명환의 아버지 탁두섭도 시신을 연세대학교 의과대학에 기증하였다.

## 주요 저서
- 1971. 『용화교』. 서울: 국종출판사.
- 1972. 『韓國의 新興宗敎: 基督敎編』. 上卷. 서울: 신흥종교문제연구소.
- 1973. 『韓國의 新興宗敎: 基督敎編』. 2권. 서울: 신흥종교문제연구소.
- 1974. “東方敎의 信徒敎育에 關한 批判的 考察.” 연세대학교 연합신학대학원 석사학위논문.
- 1974. 『韓國의 新興宗敎: 基督敎編』. 3권. 서울: 신흥종교문제연구소.
- 1974. 『세칭 구원파의 정체』. 서울: 신흥종교문제연구소.
- 1975. 『이것이 박태선 전도관의 실상이다』. 서울: 신흥종교문제연구소.
- 1975. 『한국인 종교의 흐름』. 공저. 서울: 대한기독교서회.
- 1976. 『邪敎王國의 侍女들』. 서울: 국제종교문제연구소.
- 1976. 『신흥종교의 세계』. 서울: 성청사.
- 1977. 『現代基督敎의 異端』. 서울: 국제종교문제연구소.
- 1978. 『문선명 말씀 비판』. 서울: 국제종교문제연구소.
- 1978. 『사진으로 본 통일교』. 서울: 국제종교문제연구소.
- 1979. 『統一敎의 實相과 그 虛像』. 上卷. 서울: 국제종교문제연구소.
- 1979. 『인민사원의 자살파티』. 공역. 서울: 국제종교문제연구소.
- 1980. 『地獄에서 온 片紙』. 서울: 국종출판사.
- 1981. 『서울 鷄龍山』. 서울: 국종출판사.
- 1983. 『여호와의증인은 적그리스도다』. 서울: 국제종교문제연구소.
- 1983. 『이단들에게 어떻게 답할까』. 서울: 국제종교문제연구소.
- 1983. 『통일교는 기독교가 아니다』. 서울: 국제종교문제연구소.
- 1986. 『기독교이단연구』. 서울: 국제종교문제연구소.
- 1987. 『그들은 이렇게 속았다』. 서울: 도서출판연구사.
- 1987. 『한국의 신흥종교: 기독교편』. 4권. 서울: 국종출판사.
- 1988. 『주요이단종파비판』. 서울: 국종출판사.
- 1989. 『빛을 가리운 자들』. 서울: 도서출판 대망사.
- 1989. 『異端學』. 대만. (중국어판 『기독교이단연구』)
- 1991. 『이단과 신흥종교 주변의 여인들』. 서울: 국종출판사.
- 1991. 『한국 신흥종교의 실상』. 서울: 국종출판사.
- 1993. 『저 들녘에 이름없는 들풀처럼』. 전편. 서울: 국종출판사.

## 가족 관계
- 아버지 : 탁두섭(1911년 - 2002년 9월 20일)
- 어머니 : 안삼례
- 배우자 : 김춘심
- 장남 : 탁지일 (부산장신대학교 교수 / 현대종교 이사장 겸 편집장)
- 차남 : 탁지원 (현대종교 발행인 겸 소장)
- 삼남 : 탁지웅 (일본성공회 신부)